# Леліан
Ульпій Корнелій Леліан (іноді неправильно як Лолліан та Еліан) — узурпатор (претендент на трон) за часів правління Постума, імператора Галльської імперії. Повстання Леліана тривало приблизно з кінця лютого до початку червня 269 р.  та закінчилося його загибеллю.

## Походження
Про Леліана збереглося мало відомостей. Він має той самий номен, що і видатна іспано-римська сім'я Ульпіїв, з якої походив видатний імператор Траян, і тому, можливо, Леліан був його родичем. Ця гіпотеза підтверджується ауреусами (золотими монетами) Леліана, на яких зображена Іспанія поруч із кроликом. Якщо узурпатор і справді був родичем Траяна, це пояснює причину того, що Іспанія визнала владу Клавдія II одразу після смерті Леліана.

## Правління
Леліан проголосив себе імператором у Могонціаку в лютому або березні 269 р. після відбиття германського вторгнення. Хоча його точна посада невідома, вважається, що він був старшим офіцером Постума та обіймав посаду чи то легата Верхньої Германії, чи то командувача XXII легіону Першонародження. 
Леліан становив сильну небезпеку для Постума через два легіони, якими він командував. Незважаючи на це, його повстання тривало лише близько двох місяців перед тим, як він був убитий або власними солдатами або військами Постума після облоги столиці Леліана. Облога Могонтіака була також фатальною і для Постума: він був убитий, коли не дав дозволу своїм військам на пограбування міста після захоплення.
Леліан (під ім'ям Лолліан) входить до переліку Тридцяти тиранів у книзі «Історія Августів».